# 王逸戰
王逸戰（英語：Wong Yat-chin，2月13日—），本土派人士，前賢學思政召集人。

## 生平
王逸戰於小時候對政治不感興趣，在反修例運動期間，王認為香港逃犯条例修訂案極為不公，遂於2019年6月9日第一次參與遊行，因梁凌杰自盡後更投入於社會運動，在其中學發起反修例關注組和舉辦罷課活動。
王在參與社會運動後希望入讀中大政政，王在文憑試中考取22分，未能入讀心儀科目，選擇放棄升學，與在反修例運動中認識的朋友和在中學時期同辦關注組的朋友一同組成本土學生組織賢學思政。  
王與其他賢學思政成員多次就不同社會議題舉辦街站和攝影展，希望突破社交媒體同溫層，接觸更多不同年齡層的人，同時亦關注囚權問題，以不同方式支援在囚人士。
2021年9月20日，警方國家安全處人員以港區國安法中「串謀煽動顛覆國家政權罪」拘捕王及三名賢學思政成員，王曾兩度申請保釋，但均被拒絕。
2022年10月22日，區域法院裁定王串謀煽動他人實施顛覆國家政權罪成，入獄三十六個月。
2023年9月20日，王刑滿出獄，他接受訪問指自己與這片土地密不可分，將會留在香港繼續進修和關注囚權問題。

## 外部連結
- 王逸戰的Facebook專頁
- 王逸戰的Instagram帳戶